# Gudowszczyzna (rejon oszmiański)
Gudowszczyzna (biał. Гудаўшчына; ros. Гудовщина) − wieś na Białorusi, w obwodzie grodzieńskim, w rejonie oszmiańskim, w sielsowiecie Boruny.

## Historia
W czasach zaborów wieś w gminie Holszany, w powiecie oszmiańskim, w guberni wileńskiej Imperium Rosyjskiego. W 1866 roku miała 70 mieszkańców w 5 domach. W 1905 roku liczyła 74 mieszkańców, 66 dziesięcin.
W latach 1921–1945 leżała w Polsce, w województwie wileńskim, w powiecie oszmiańskim, w gminie Holszany.
W 1931 w 13 domach zamieszkiwały 82 osoby.
Wierni należeli do parafii rzymskokatolickiej w Bohdanowie. Miejscowość podlegała pod Sąd Grodzki w Holszanach i Okręgowy w Wilnie; właściwy urząd pocztowy mieścił się w Bohdanowie.